# Henry Hall (Musiker)
Henry Hall (* 2. Mai 1898; † 28. Oktober 1989) war ein britischer Musiker und Bandleader. Seine aktive Zeit erstreckte sich von den 1920er bis 1950er Jahren.
Henry Hall wurde in Peckham, London geboren und absolvierte seinen Militärdienst bei der britischen Armee. Seine musikalische Karriere gestaltete sich zu Beginn noch eher langsam, jedoch wurde er später von der London, Midland and Scottish Railway engagiert, um in deren Hotelketten für musikalische Unterhaltung zu sorgen, so auch unter anderem in Gleneagles, wo er zuvor bereits als Bandleader tätig war. Dort wurde er dann von BBC entdeckt und 1932 als Nachfolger von Jack Payne in der Funktion des Leaders des BBC Band Orchestra besetzt, was Hall in der Folge eine große Fangemeinde einbrachte. Sein damaliges Markenzeichen war am Beginn der Sendung die Zeile "It's Just the Time for Dancing" ("Es ist die richtige Zeit, um zu tanzen") und am Ende meist "Here's to the Next Time" ("Bis zum nächsten Mal"). 1932 nahm Henry Hall den Song Teddy Bears' Picnic mit dem BBC Band Orchestra auf, welcher sich über eine Million Mal verkaufte und sich als äußerst populär erwies.
1937 verließ Hall BBC, um mit seiner Band auf Tournee zu gehen, die sich großteils aus Leuten zusammensetzte, die bereits bei BBC mit ihm zusammenarbeiteten. Während seiner Auftritte bereiste er Konzerthallen quer durch Großbritannien und das restliche Europa, wobei er zu einer Gelegenheit für Aufruhr sorgte, als er bei einem Auftritt im von den Nazis regierten Berlin Teile seiner Aufführung, die von jüdischen Komponisten stammten, wegließ.
Während des Zweiten Weltkriegs spielte Henry Hall für die Truppen zur Hebung der Moral und erweiterte später seinen Tätigkeitsbereich auf die Aufgaben eines Musikproduzenten und Agenten. Er leitete zudem noch die BBC-Show Henry Hall's Guest Night, die über Radio und später im Fernsehen gesendet wurde, sowie die Sendung Face the Music.
Sein Sohn, Michael, diente in der Royal Navy und stieg später auch ins Showbusiness ein, um sich schließlich zu einem bekannten Vorsitzenden am Player's Theatre in London zu entwickeln.
Hall verfasste eine Autobiographie mit dem Titel Here's to the Next Time. Aus seinem Auftreten in BBC The Voice of Britain von 1935 entstand ein Sprachausschnitt mit der Zeile "This is Henry Hall speaking", welche zu späteren Zeiten noch gerne für zeitgenössische Dokumentationen verwendet wurde.